# 율리야 리프니츠카야
율리야 뱌체슬라보브나 리프니츠카야(러시아어: Юлия Вячеславовна Липницкая, 문화어: 율리야 리쁘니쯔까야, 1998년 6월 5일 ~ )는 러시아의 옛 여자 피겨 스케이팅 선수이다. 그녀는 2014년 동계 올림픽 단체전, 2014년 유럽 선수권 대회 챔피언이자 2013년 그랑프리 파이널 그리고 두 번의 러시아 선수권 대회(2012년,2014년)의 은메달 리스트이다. 주니어 대회에서는 2012년 세계 주니어 선수권 대회, 2011년 주니어 그랑프리 파이널 그리고 2012년 러시아 주니어 선수권 대회를 우승하였다. 리프니츠카야는 유럽 선수권 대회 여자 싱글 부문에서 최연소 우승 기록과 주니어 부문에서 종합점수와 쇼트부문 기록을 소유하고 있다. 2014년 2월 9일, 소치에서 열린 올림픽 단체전을 우승 하면서, 그녀는 올림픽 피겨 스케이팅 사상 두 번째로 어린 여자 금메달리스트가 되었다. 참고로 일본 나가노에서 열린 1998년 동계 올림픽에서 우승을 한 미국 출신의 피겨 선수 타라 리핀스키는 리프니츠카야보다 6일이 많고 1936년 동계 올림픽을 우승한 막시 헤르버는 리프니츠카야보다 4달이 어리다.
러시아 여자싱글 최연소로 유럽선수권을 우승했으며 소치올림픽을 5위로 마쳤다.

## 젊은 시절
리프니츠카야는 러시아 예카테린부르크에서 태어났고 율리야라는 이름을 지어준 미혼모 다니엘라(Daniela)의 보살핌 아래 자랐다. 그녀의 아버지 뱌체슬라브(Vyacheslav)는 율리야의 어머니인 다니엘라가 임신해 있는 동안에 러시아 육군에 입대하였고, 끝내 가족들을 택하지 않았다. 율리야는 홈스쿨링을 하였고 취미는 승마와 그림 그리기이다.

## 경력
리프니츠카야의 어머니는 실력 있는 스케이트 코치 옐레나 레프코페츠(Elena Levkovets)가 율리야를 제자로 받아들이는 걸 보고 율리아의 재능을 확신하고, 율리아가 네 살 되던 해에 훈련을 시작하게 하였다. 율리아는 스케이팅 경력을 위하여 이사를 갈 것인지 또는 운동을 관둘것인가 등 자신의 장래에 대해서 논의하던 2009년까지 예카테린부르크에서 스케이트를 하였다. 그들은 2009년 3월에 예테리 툭트베리제 팀에 합류하면서 모스크바로 이사를 갔다.
2009-2010 시즌에, 리프니츠카야는 2010년 러시아 선수권 대회 주니어 부문에서 5위를 기록하였다. 그녀는 다음 시즌인 2011년 러시아 선수권 대회 시니어에서 4위를 차지하였다. 한편 2011년 러시아 주니어 선수권 대회에도 참가하였으나 쇼트 프로그램 이후 기권하였다.

### 2011-2012 시즌
2011-2012 시즌에, 리프니츠카야는 주니어 그랑프리에 데뷔하였다. 주니어 그랑프리 대회 2번을 우승하였고 캐나다 퀘벡에서 열린 주니어 그랑프리파이널까지 우승을 차지하였다.
이후 2012년 주니어세계선수권에서 미국의 그레이시 골드, 디펜딩 주니어세계선수권 챔피언이었던 아델리나 소트니코바등을 누르고 우승을 차지하였다.
그리고 리프니츠카야는 주니어세계선수권 우승자 자격으로 14살에 시니어 그랑프리 시리즈(컵 오브 차이나, 트로피 봉파르)에 초청되었다.
2012-2013 시즌에는 리프니츠카야는 시니어 연령이 되지 못했지만 주니어 챔피언 자격으로 시니어 그랑프리에 출전가능했다. 리프니츠카야는 핀란디아 트로피에 출전하여 핀란디아 피겨의 간판 키이라 코르피를 누르고 우승을 차지하였다. 그 이후 그랑프리 3차대회인 컵 오브 차이나에 출전하였다. 리프니츠카야는 쇼트프로그램에서 클린연기를 앞그룹에서 선보이며 아사다 마오를 누르고 쇼트프로그램 1위로 올라섰지만 프리에서 넘어지는 등의 실수로 2위를 차지하였다. 그리고 리프니츠카야는 5차대회인 트로피 에릭 봉파르에 출전하여 자국 내셔널 챔피언 엘리자베타 툭타미쉐바, 미국 챔피언 애슐리 와그너를 이기지 못하고 3위를 차지하였다. 하지만 2위,3위를 차지한 리프니츠카야는 12월 자국인 러시아 소치에서 있을 그랑프리 파이널에 출전자격을 얻었다. 하지만 그랑프리 파이널을 앞두고 크게 넘어지는 사고로 뇌진탕을 당한 리프니츠카야는 기권하였고 그 자리에 미국의 크리스티나 가오가 들어갔다. 이후 리프니츠카야는 부상에서 제대로 회복되지 못하고 주니어 내셔널대회에 출전하지만 부진하며 5위에 머물고 만다. 주니어 세계선수권 2연패를 노렸지만 자국의 신예 엘레나 라디오노바에게 패배하며 2위를 차지한다.
2013-2014 시즌에는 리프니츠카야는 올림픽을 출전할 것을 노렸다. 리프니츠카야는 2013 핀란디아 트로피에서 우승을 차지하며 정식적인 시니어 데뷔를 한다. 이후 그랑프리 2차대회인 스케이트 캐나다에서 쇼트에서는 그레이시 골드에게 패배하지만 프리에서 모든 점프를 실수없이 수행하는 연기를 펼쳐 200점에 가까운 점수로 우승을 차지한다. 그리고 자국에서 열린 6차대회에서 쇼트에서 본인의 개인기록을 수립하며 1위로 올라서지만 프리에서는 부담감을 떨치지 못하며 실수를 반복하여 프리스케이팅에선 2위를 차지했지만 종합으로는 이탈리아의 카롤리나 코스트너를 누르며 우승을 차지했다. 이로써 리프니츠카야는 일본 후쿠오카에서 열릴 그랑프리 파이널 출전 자격을 얻는다. 참고로 2013그랑프리 파이널에는 러시아 선수가 4명(아델리나 소트니코바,율리아 리프니츠캬야,엘레나 라디오노바,안나 포고릴라야)가 진출했다.
리프니츠카야는 그랑프리 파이널, 쇼트에서 클린연기를 선보이지만 롱에지 문제등으로 인하여 4위에 머물게 되지만, 프리에서 125점으로 선전하며 종합 2위를 차지하게 된다. 이후 리프니츠카야는 러시아 선수권에 출전하여 아델리나 소트니코바에 이여 2위를 차지하며, 소치올림픽 출전권을 얻게된다.
1월에는 유럽선수권에 출전하여 아델리나 소트니코바, 카롤리나 코스트너를 누르고 최연소 유럽챔피언이 된다. 그리고 마침내 리프니츠카야는 2월, 러시아 소치에서 열린 올림픽에서 단체전 쇼트,프리 대표로 나서 모두 자신의 최고기록을 수립하며 러시아의 단체전 금메달을 이끌며 순식간에 스포트라이트를 받게 된다. 그리고 올림픽 개인전에 출전하지만, 컨디션 난조와 부담감으로 인해 쇼트에서 플립점프에서 넘어지는 실수를 하여 5위에 머물고 만다. 그리고 프리에서도 살코와 룹에서 실수가 나오며 메달권에 들지 못하며 5위에 머문다.
2014-2015 시즌에 리프니츠카야는 올림픽 후유증,성장통을 겪게 된다. 원래는 재팬오픈대회에 출전예정이었으나, 불참한다. 그리고 리프니츠카야는 그랑프리 3차대회에 출전한다. 그녀는 쇼트에서 난이도를 하향조절하여 1위를 차지하지만 프리에서 더블처리,넘어짐,싱글처리등의 극심한 부진으로 툭타미쉐바에게 패배하며 2위를 차지한다. 그리고 5차 대회인 트로피 에릭 봉파르에 출전하고 쇼트에선 클린연기를 펼쳐 2위를 차지하지만, 프리에서 플립점프의 난조를 보이며 라디오노바에게 패배한다. 그리고 바르셀로나에서 열린 그랑프리 파이널에서 그녀는 쇼트에서는 롱에지 외에 클린연기를 펼쳐 2위를 차지하지만, 더블악셀,더블 플립에서 넘어지는등의 많은 실수를 하며 5위로 밀려나고 만다. 리프니츠카야는 러시아 선수권에 출전하지만 쇼트에서 언더로테이트 판정을 2개를 받으며 6위에 머문다. 그리고 프리에서는 더 부진하며 사상 최악의 성적인 9위를 차지하고 만다. 이후 리프니츠카야는 투베리제 코치와의 결별설이 돌고 있고, 결국에는 리프니츠캬아는 시즌을 마무리 한다.

## 홍보
리프니츠카야는 엘르 걸 러시아의 2014년 5월 커버 모델이 되었다.